# إيرين هانتر
إيرين هانتر هو اسم مُستعار من أربعة كُتاب بريطانين «كيت كاري»، «شيلريز بالدري»،«فيكتوريا هولمز» ثم إنضم إليهم بعد ذللك «ساذرلاند توي.».اجتمعوا لكتابة سلسلة كُتب «حرب العشائر» وصاغوا اسم إيرين هنتر لتجنُب قُرائيهم من النظر إلى ثلاثة أماكن مختلفة لشراء كتبهم.

## من أعمالهم
La Guerre des Clans سلسلة حرب العشائر
- (Retour à l'État Sauvage (France: 2005 العودة إلي البرية نشرت (بفرنسا: 2005)
- (À Feu et à Sang (France: 2005 بالنار والدم (فرنسا:2005)
- (Les Mystères de la Forêt (France: 2006 أسرار الغابة (فرنسا:2006)
- (Avant la Tempête (France: 2007 ما قبل العاصفة (فرنسا:2007)
- (Sur le Sentier de la Guerre (France: 2007 على طريق الحرب (فرنسا:2007)
- (Une Sombre Prophétie (France: 2008 نبوءة الظلام (فرنسا:2008)

La Guerre des Clans : La Dernière Prophétie حرب العشائر: النبوءة الأخيرة
Minuit (France : 2008 منتصف الليل (فرنسا: 2008)
(Clair de Lune (France : 5 mars 2009 ضوء القمر (فرنسا: 5 مارس، 2009)
(Aurore (France : octobre 2009 الفجر (فرنسا أكتوبر 2009)
(Nuit Etoilée (France : Mars 2010 ليلة مرصعة بالنجوم (فرنسا: مارس 2010)
(Crépuscule (France : octobre 2010 الشفق (فرنسا: أكتوبر 2010)
Coucher de Soleil (France : Mars 2011) غروب الشمس (فرنسا: مارس 2011)
La Guerre des Clans : Le Pouvoir des Étoiles حرب العشائر: قوة نجوم
(Vision (France: Le 20 Octobre 2011 الرؤية (فرنسا: 20 أكتوبر 2011)
(Rivière Noire (France: mars 2012 النهر الأسود (فرنسا: مارس 2012)
(Exil (France: Octobre 2012 المنفى (فرنسا: أكتوبر 2012)
(Eclipse (Angleterre : 2008) ‡ traduction approximative : Éclipse (France: Mars 2013 الكسوف (إنجلترا: 2008) ‡ الترجمة التقريبية: الكسوف (فرنسا: مارس 2013)
(Long Shadows (Angleterre : 2008) ‡ traduction approximative : Longues Ombres (France: Octobre 2013 الظلال الطويلة (إنجلترا: 2008) ‡ الترجمة التقريبية: ظلال طويلة (فرنسا: أكتوبر 2013)
(Sunrise (Angleterre : 2009) ≈ traduction approximative : Lever du Soleil (France: Mars 2014 شروق الشمس (إنجلترا: 2009) ≈ الترجمة التقريبية: شروق الشمس (فرنسا: مارس 2014)
La Guerre des Clans : Omen of the Stars (≈ traduction approximative : Présage des Étoiles حرب العشائر: الفأل للنجوم (≈ الترجمة التقريبية: الفأل للنجوم)
(The Fourth Apprentice (Angleterre : novembre 2009) ≈ traduction approximative : Le Quatrième Apprenti (France : inconnue المتدرب الرابع (UK: نوفمبر 2009) ≈ الترجمة التقريبية: المبتدئ الرابع (فرنسا: غير معروف)
(Fading Echoes (Angleterre : Mars 2010) ≈ traduction approximative : Échos Fanés (France : inconnue أصداء متلاشية (إنجلترا مارس 2010) ≈ الترجمة التقريبية: أصداء متلاشية (فرنسا: غير معروف)
(Night Whispers (Angleterre: août 2010) ≈ traduction approximative : Bruissements de la Nuit (France : inconnue همسات الليل (إنجلترا، 2010) ≈ الترجمة التقريبية: سرقة للليلة (فرنسا: غير معروف)
(The Sign of the Moon (Angleterre: avril 2011) ≈ traduction approximative : Le Signe de la Lune (France : inconnue علامة القمر (إنجلترا، 2011) ≈ الترجمة التقريبية: علامة القمر (فرنسا: غير معروف)
(The Forgotten Warrior (Angleterre: novembre 2011) ≈ traduction approximative : Le Guerrier Oublié (France : inconnue المحارب المنسي (إنجلترا: 2011) ≈ الترجمة التقريبية: المحارب المنسي (فرنسا: غير معروف)
(The Last Hope (Angleterre: mars 2012) ≈ traduction approximative : Le Dernier Espoir (France : inconnue الأمل الأخير (انكلترا: مارس 2012) ≈ الترجمة التقريبية: الأمل الأخير (فرنسا: غير معروف)

## روابط خارجية
- إيرين هانتر على موقع IMDb (الإنجليزية)
- إيرين هانتر على موقع ميوزك برينز (الإنجليزية)